# Eeuwig edict

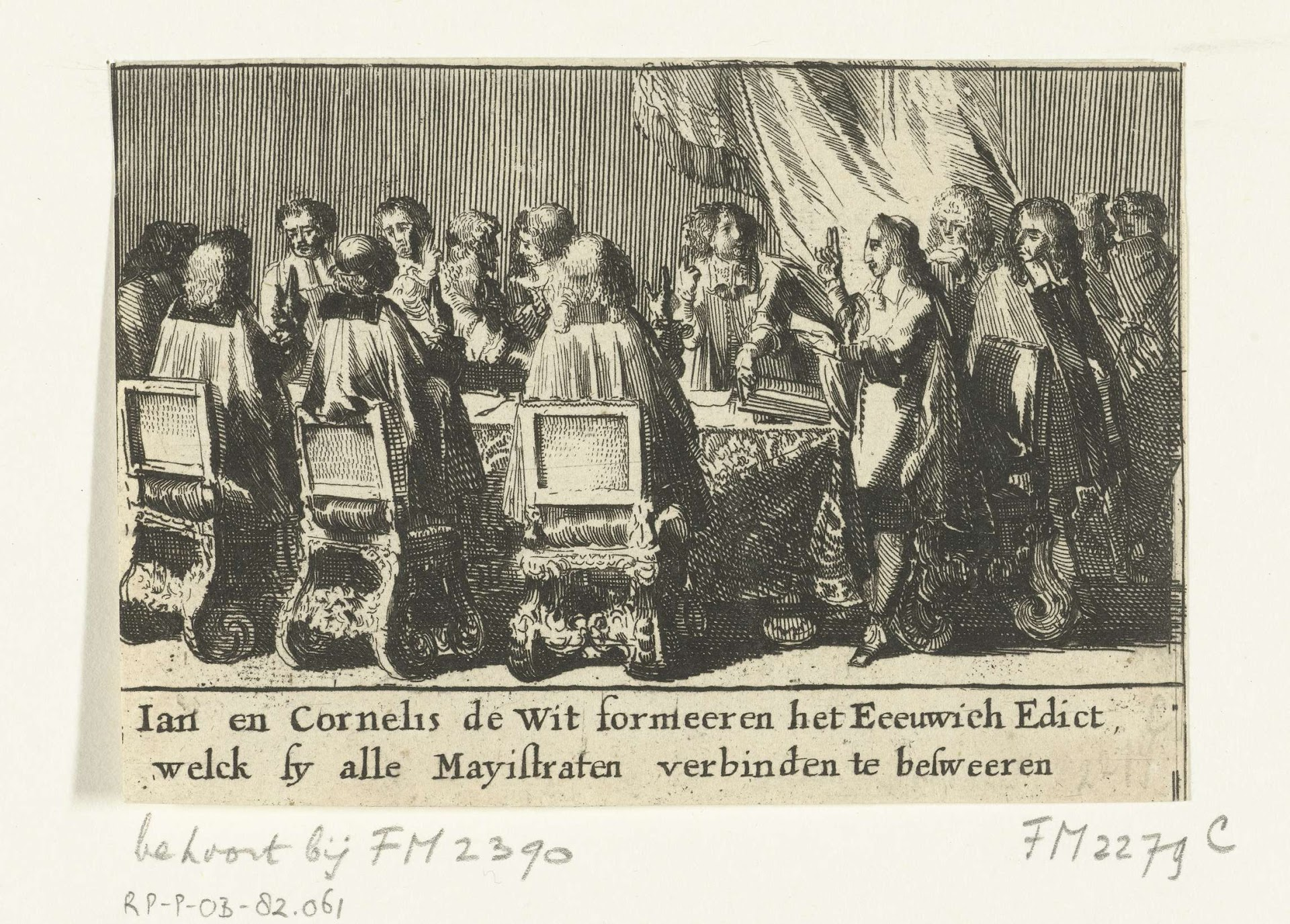
Die Staaten von Holland unterzeichnen das Edict. Romeyn de Hooghe (1675).

Beim Eeuwig edict aus dem Jahre 1667 handelt es sich um einen Beschluss der Staaten von Holland, in welchem diese – auf das Betreiben von Johan de Witt und seinem Onkel Andries de Graeff hinauf – die Abschaffung der erblichen Statthalterschaft in Holland beschloss. Die weiteren sechs Provinzen der Republik der Vereinigten Niederlande erklärten daraufhin die Statthalterschaft und das Amt des Generalkapitäns der Niederlande für unvereinbar.
Die Ausarbeitung des Erlasses oblag den aufstrebenden holländischen Staatsmännern Gaspar Fagel und Gillis Valckenier, welche paradoxerweise später zu mächtigen Parteigängern des im Jahre 1672 zum Statthalter ernannten Wilhelm III. von Oranien-Nassau wurden. Die führende Partei der holländischen Stadtregenten wollte damit erreichen, dass die Erste Statthalterlose Periode ewig andauern würde und dadurch die oranischen Statthalter und deren politisches System auf immer ausgedient hätten. Der holländischen Führung gelang mit diesem Erlass die Sicherung ihrer oligarchischen Macht.
Im Jahr 1672, dem Rampjaar, in welchem die Oranier durch den Mord an den Gebrüdern Johan und Cornelis de Witt erneut an die Macht kamen, wurde das Eeuwig edict von den niederländischen Generalstaaten unter Gewaltdruck zurückgenommen.